# ز کوی یار می‌آید نسیم باد نوروزی
غزلی با مطلع «ز کوی یار می‌آید نسیم باد نوروزی» غزل شمارهٔ ۴۵۴ از دیوانِ حافظ در تصحیحِ محمد قزوینی و قاسم غنی است.

## وزن
مفاعیلن مفاعیلن مفاعیلن مفاعیلن

## در اجراها
اجرا شده توسط محمد معتمدی و محمدرضا شجریان

## در دیگر آثار هنری
قطعه‌هایی خوشنویسی اثر عبدی نیشابوری متعلق به سدهٔ ۱۰ ه‍.ق با بیت‌هایی از غزل «ز کوی یار می‌آید نسیم باد نوروزی / از این باد ار مدد خواهی چراغ دل برافروزی» در مرقع بهرام میزا به‌شمارهٔ H2154 و به‌سال ۹۵۱ ه‍.ق/۱۵۴۴ م موجود است. این مرقع در کتابخانهٔ توپکاپی‌سرای استانبول نگهداری می‌شود. این مرقع توسط دوست‌محمد کواشانی هروی و به‌دستور شاهزاده بهرام میرزا صفوی تهیه و تنظیم شده‌است و دست‌کم ۲۸ قطعه از سروده‌های حافظ که به‌دست خوشنویسان سدهٔ ۹ و ۱۰ ه‍.ق نوشته شده، در این قطعه جای دارد.